# Nagrobek Couperina (Ravel)

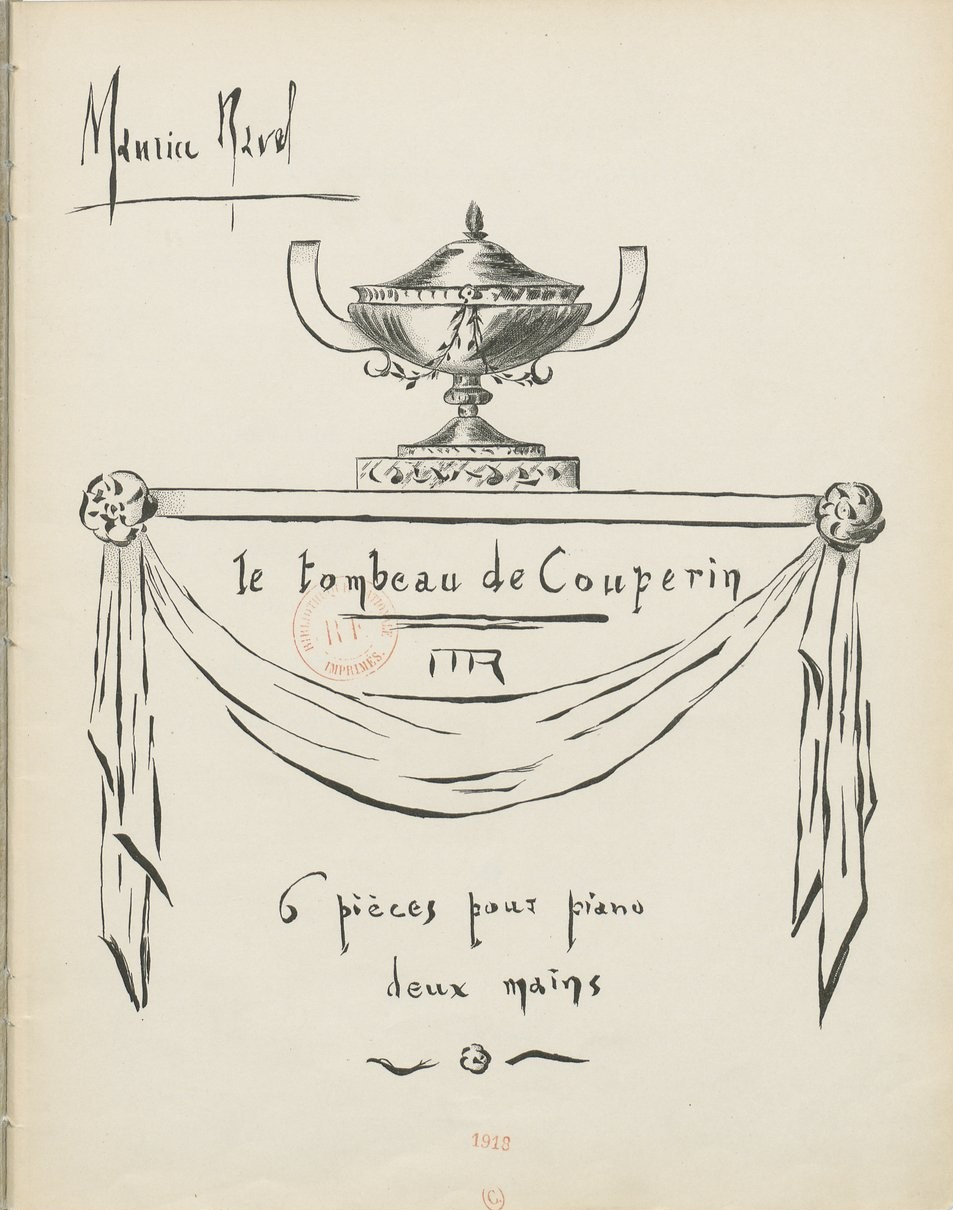
Okładka pierwszego wydania utworu (Paryż, 1918), zaprojektowana przez samego Ravela

Nagrobek Couperina (fr. Le Tombeau de Couperin) – to suita fortepianowa Maurice’a Ravela skomponowana w 1917 roku.
Utwór został napisany w hołdzie dla twórczości wielkiego klawesynisty, na fali modnego wówczas nawrotu do francuskiej muzyki XVIII wieku. Będąc mistrzem pastiszu muzycznego, Ravel nie podrobił jednakże stylu Couperina; kompozycja nawiązuje do Couperina formą suity oraz francuskim charakterem melodii.
Nagrobek Couperina składa się z sześciu części: Prélude, Fugue, Forlane, Rigaudon, Menuet, Toccata. Każda z nich zadedykowana jest jednemu z poległych podczas I wojny światowej przyjaciół Ravela. Dlatego nastrój miniatur, przeplatanych wprawdzie pogodnymi akcentami, ogólnie ma nostalgiczny wydźwięk. 
W 1919 roku Ravel, mistrz instrumentacji, dokonał transkrypcji dzieła na orkiestrę (oprócz Fugi i Toccaty).